# Le Chat potté (film)
Pour les articles homonymes, voir Le Chat potté.
Série Shrek
Shrek 4 : Il était une fin
(2010) Le Chat potté 2 : La Dernière Quête
(2022)
Pour plus de détails, voir Fiche technique et Distribution.
Le Chat potté (Puss in Boots) est un film d'animation américain réalisé par Chris Miller et sorti en 2011. Il s'agit d'un spin-off de la saga Shrek. Créé par les studios DreamWorks Animation, le film est produit par Chris Miller et écrit par Brian Lynch, David Steinberg, Tom Wheeler et Jon Zack.
Le film relate les aventures du Chat Potté avant son apparition dans Shrek 2.

## Synopsis
Le Chat Potté est un fugitif recherché. Il cherche à restaurer son honneur perdu. Il apprend que le couple meurtrier hors-la-loi Jack et Jill ont les haricots magiques qu'il a longtemps recherchés, ce qui peut le conduire à un château de géant connu par la légende pour contenir de précieuses oies qui pondent des œufs dorés. Lorsque le chat tente de voler les haricots dans leur cachette, une chatte nommée Kitty Pattes de velours s'interpose. Elle a également été embauchée pour les voler par Humpty Alexander Dumpty, un œuf parlant et un ami d'enfance de Potté depuis le temps de l'orphelinat où ils ont tous les deux été élevés. Potté raconte à Kitty son histoire d'origine et comment il s'est fait recueillir par Imelda, lorsqu’il s’est joint à la quête d’Humpty pour trouver les haricots en commettant des larcins, comment il est devenu le héros de la ville jusqu’à ce que Humpty le trahisse pour qu'ils commettent un vol de la banque dans sa ville natale de San Ricardo, ce qui l’a fait devenir hors-la-loi. Humpty finit par convaincre Potté de se joindre à eux pour trouver les haricots et récupérer les œufs d'or, bien que Potté n'accepte que pour pouvoir rembourser le vol de l’argent envers San Ricardo à cause de Humpty.
La relation de Potté et Kitty devient romantique et, malgré la rancune initiale de Potté contre Humpty, cela se réchauffe lentement pour lui, alors que le trio vole les haricots à Jack et Jill et les plante dans le désert. Ils chevauchent le haricot dans les nuages et entrent dans le château du géant, où Humpty révèle à Potté que le géant est mort il y a longtemps. Ils doivent encore éviter la Grande Terreur qui garde l’oie aux œufs d'or. Ils se rendent vite compte que les œufs d'or sont trop lourds et décident de voler l'oie après l'avoir vu pondre des œufs d'or miniatures. Ils parviennent à échapper au château et à couper la tige de haricots. Après avoir célébré, le groupe est pris en embuscade par Jack et Jill, et Potté tombe inconscient.
Quand il se réveille, Potté suppose que Humpty et Kitty ont été enlevés et traque le wagon de Jack et Jill jusqu'à San Ricardo. Là, il apprend que l'enlèvement a été mis en scène. Jack, Jill et Kitty travaillent tous pour Humpty qui avait tout orchestré depuis son retour. Il cherche à se venger de Potté pour l'avoir abandonné pendant le braquage raté il y a toutes ces années. Potté est entouré par la milice de la ville et se tourne vers les appels de sa mère adoptive Imelda. Alors que le chat est transporté en prison, Humpty est célébré comme un héros pour avoir offert gratuitement des œufs d'or aux habitants de la ville.
Potté rencontre Larry Comagique en prison. Larry révèle que Humpty lui a volé les haricots lorsqu'ils ont partagé une cellule il y a des années, et avertit Potté que la Grande Terreur est la mère de l’oie, un oiseau gigantesque qui ne s'arrêtera devant rien pour sauver son bébé. Potté se rend compte que l'intention d'attirer la Grande Terreur était l'intention de Humpty depuis le début pour se venger de tout ce qu’il a subi en ville, espérant qu’elle détruise la ville et pour fuir avec l’oie dans le chaos. Kitty libère le chat de prison et s'excuse, révélant ses sentiments pour lui. Il localise Humpty à temps et le convainc de faire la bonne chose : se racheter en aidant à sauver la ville de la destruction. En utilisant l’oie comme appât, Potté et Humpty arrivent à attirer la Grande Terreur loin de la ville. Avec l'aide de Kitty, ils contrecarrent également la tentative de Jack et Jill de voler l’oie pendant la chasse. Alors qu'ils atteignent la périphérie de la ville, Humpty et l’oie sont renversés d'un pont qui s'effondre, mais parviennent à s'accrocher à une corde que Potté saisit. Quand il devient évident que Potté ne peut pas les sauver tous les deux, Humpty se sacrifie en lâchant prise. Après un impact fatal, Potté découvre que Humpty était un gros œuf d'or sous sa coquille. La Grande Terreur est réunie avec son oie, et elle ramène l'œuf d'or de Humpty au château du géant.
Bien qu'il ait sauvé la ville et qu'il ait été salué comme un héros par les habitants de la ville, le chat est toujours un fugitif aux yeux de la milice. Il retrouve Imelda, qui exprime sa fierté et son amour pour Potté avant de fuir avec Kitty, qui lui vole de manière ludique ses bottes et s'enfuit. Dans l'épilogue, Jack et Jill se remettent de leurs blessures, l'esprit de Humpty est vu, sous sa forme normale portant un costume d'œuf doré, dansant sur le dos de la mère avec l'oie, et Potté et Kitty partagent enfin un baiser.

## Fiche technique
- Titre français et québécois : Le Chat potté
- Titre original : Puss in Boots
- Réalisation : Chris Miller
- Scénario : Tom Wheeler, d’après une histoire originale de Brian Lynch, Tom Wheeler et William Davies
- Directeur d’écriture : Bob Persichetti
- Création des décors : Guillaume Aretos
- Montage : Eric Dapkewicz
- Musique originale : Henry Jackman
- Direction artistique : Christian Schellewald
- Effets spéciaux : Godwin Fernandes
- Production : Joe M. Aguilar, Latifa Ouaou, Tom Jacomb (associé producteur)
- Production exécutive : Andrew Adamson, Michelle Raimo, Guillermo del Toro
- Société de production : DreamWorks Animation
- Société de distribution : Paramount Pictures (sortie en salle, États-Unis, France, Canada, Japon)
- Pays de production :  États-Unis
- Langue originale : anglais
- Budget : 130 000 000 $
- Format : Couleur - 2,35 : 1 - Son Dolby Digital
- Genre : animation, comédie, aventures
- Durée : 90 minutes
- Dates de sortie [1] :
- États-Unis, Canada : 28 octobre 2011
- France, Suisse romande: 30 novembre 2011
- Belgique : 7 décembre 2011

## Distribution

### Voix originales
- Antonio Banderas : le Chat potté

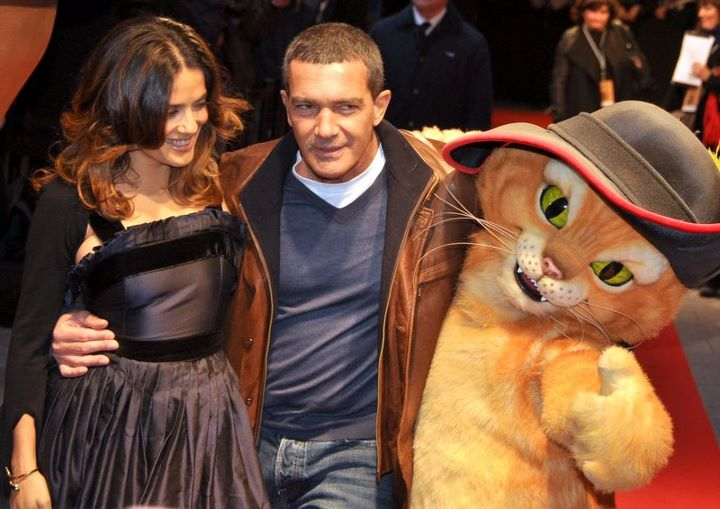
Salma Hayek et Antonio Banderas à l'avant-première parisienne du film.

- Salma Hayek : Kitty Pattes de velours
- Zach Galifianakis : Humpty Alexander Dumpty
- Billy Bob Thornton : Jack
- Guillermo del Toro : Comandante
- Conrad Vernon : Raoul / Le soldat
- Amy Sedaris : Jill
- Zeus Mendoza : Rancher
- Constance Marie : Imelda
- Rich Dietl : Le chasseur
- Ryan Crego : Luis
- Tom Wheeler : Barman / Le gérant de l'hôtel / Le petit garçon / le conducteur du train / Rodrigo

### Voix françaises
- Boris Rehlinger : le Chat potté
- Virginie Efira : Kitty Pattes de velours
- Vincent Ropion : Humpty Alexandre Dumpty
- Annabelle Roux : Jill
- Raphaël Cohen : Jack
- Thierry Hancisse : Comandante
- Léonor Galindo : Imelda
- Yves Barsacq : Larry Comagique

### Voix québécoises
- Manuel Tadros[2] : le Chat potté
- Catherine Proulx-Lemay : Kitty Pattes de velours
- François Godin : Alexandre Dumpty
- Marika Lhoumeau : Jill
- Denis Gravereaux : Jack
- Nathalie Coupal : Imelda
- Sylvain Hétu : Comandante

## Production
Le réalisateur, Chris Miller, avait été le réalisateur et un animateur sur Shrek le troisième en 2007[réf. nécessaire]. Dans les autres volets de la saga, il prêtait sa voix au Miroir Magique.

## Accueil

### Critique
En France, le film reçoit un assez bon accueil de la part de la presse. Le site AlloCiné indique une note moyenne de 3,1 sur une échelle de 5, fondée sur 19 critiques de presse.

### Box office
Le film est un gros succès au box-office, aux États-Unis puis en France et dans plusieurs autres pays du monde.
Aux États-Unis, le film sort en octobre 2011 dans 3 963 salles et engrange 34 millions de dollars dès son premier week-end, mais c'est un début modeste puisque ce chiffre est inférieur aux démarrages de tous les précédents films de DreamWorks Animation.
Le film connaît plusieurs très bons démarrages dans plusieurs pays du monde, en particulier en Allemagne, au Brésil, en Australie et en Argentine, ce qui lui permet de se hisser à la première place du box office mondial début décembre. La sortie du film n'attire en revanche pas les foules espérées en Grande-Bretagne.
En France, le film sort en salles le 30 novembre et bénéficie de la plus grosse dépense publicitaire parmi les films sortis en France en 2011. Il est exploité sur 673 copies à sa sortie et cumule 1 089 789 entrées en première semaine, ce qui en fait le deuxième film le plus vu de la semaine après la comédie française Intouchables. Il dépasse les deux millions d'entrées en troisième semaine, puis les trois millions d'entrées en quatrième semaine, et atteint 3 672 166 entrées à la mi-janvier, à la fin de sa septième semaine d'exploitation.

## Distinctions

### Nomination
- Oscars 2012
  - Meilleur film d'animation[10].
- Golden Globes 2012
  - Meilleur film d'animation
- Satellite Awards 2012
  - Meilleur film d'animation

## Analyse
- Lorsqu'ils sont dans le désert près des montagnes rocheuses et juste après que Humpty a donné les haricots à Potté, Kitty dit que les nuages qu'elle voit au ciel lui paraissent en effet « étranges ». Ces nuages forment en fait un cumulonimbus mammatus.